# Unterbodnitz
Unterbodnitz là một đô thị thuộc huyện Saale-Holzland, trong bang Thüringen, Đức. Đô thị Unterbodnitz có diện tích 5,55 km².